# Flambeau de l’Est FC
Der Flambeau de l’Est Football Club ist ein burundischer Fußballklub mit Sitz in der Stadt Ruyigi.

## Geschichte
Der Klub wurde im Jahr 2010 gegründet und bereits nach der Saison 2010/11 gelingt dem Klub in den Playoffs der Aufstieg in die Ligue A. So gelang in der Saison 2011/12 mit 35 Punkten schon ein vierter Platz und im Anschluss in der Spielzeit 2012/13 auch die erste Meisterschaft. Nach einem Vizemeistertitel in der Folgesaison konnte man jedoch nicht mehr an bisherige Erfolge anknüpfen und viel tabellarisch weiter nach unten. Nach einigen Jahren im unteren Mittelfeld, musste die Mannschaft schließlich nach der Runde 2018/19 mit 33 Punkten den Abstieg zurück in die Ligue B wahrnehmen. Aus dieser gelang dann nach der Saison 2020/21 als erster seiner Gruppe der Wiederaufstieg. Direkt nach der folgenden Spielzeit stieg das Team als Vorletzter aber direkt wieder ab.

## Erfolge
- Burundischer Meister: 2012/13
- Burundischer Vizemeister: 2013/14